# Junji Kawano
Junji Kawano (Nakatsu, Prefectura d'Ōita, Japó, 11 de juliol de 1945), és un exfutbolista japonès.

## Selecció japonesa
Junji Kawano va disputar 2 partits amb la selecció japonesa.